# Shuttle America

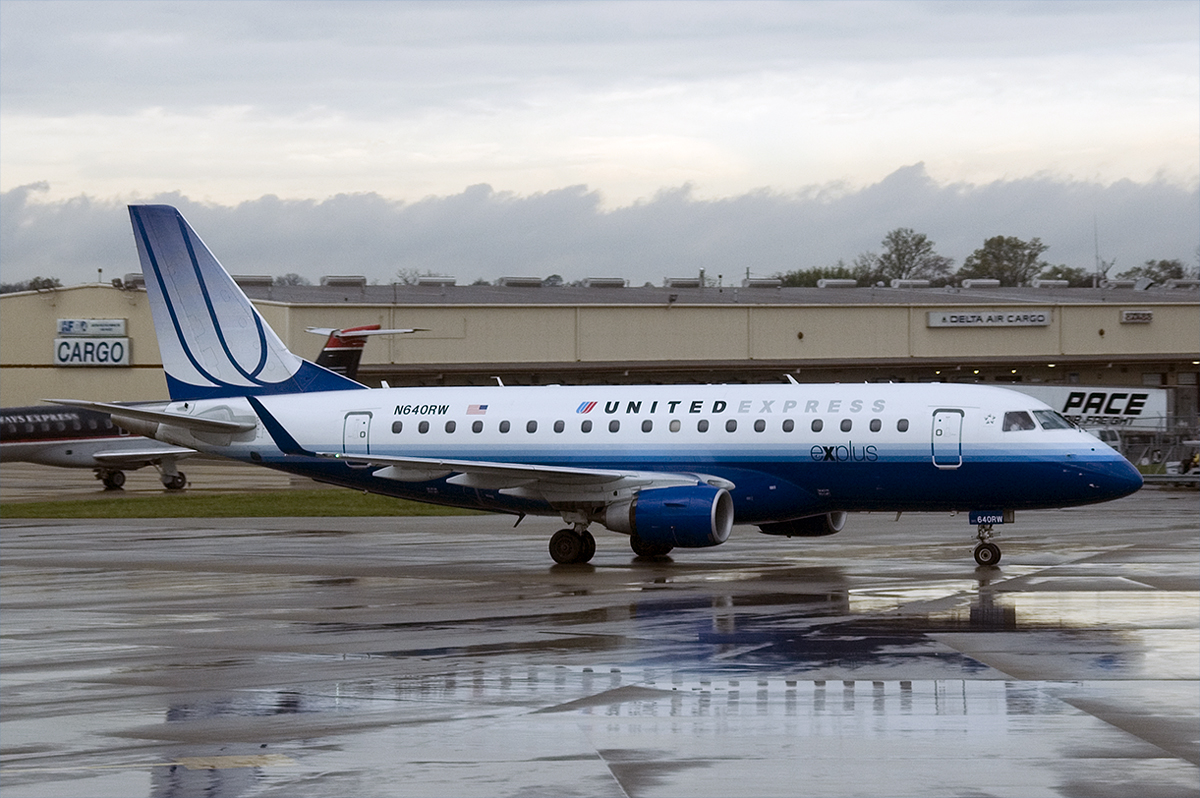
Embraer 170 de Shuttle America sous la livrée de United Express

Shuttle America (code AITA : S5 ; code OACI : TCF) était une compagnie aérienne régionale américaine. Elle opérait pour United Airlines en tant que United Express ainsi que pour Delta Air Lines en tant que Delta Connection et Delta Shuttle. Elle appartenait à Republic Airways Holdings, basée à Indianapolis en Indiana. Elle fusionna avec Republic Airlines, sa compagnie sœur, le 30 janvier 2017.